# تعليم التصميم
تعليم التصميم هو تدريس النظرية والتطبيق في تصميم المنتجات والخدمات والبيئات، ويركز على تطوير المهارات الخاصة والعامة للتصميم. إنه موجه في المقام الأول لإعداد الطلاب لممارسة التصميم الاحترافي، ويستند إلى أساليب التدريس في المشروع والاستوديو أو ورشة العمل.
هناك أيضًا أشكال أوسع من التعليم العالي في دراسات التصميم والتفكير التصميمي، كما يتميز التصميم أيضًا كجزء من التعليم العام، على سبيل المثال في التصميم والتقانة. أدى تطوير التصميم في التعليم العام في السبعينيات إلى الحاجة إلى تحديد الجوانب الأساسية للطرق "المصممة" للمعرفة والتفكير والتصرف، وبالتالي إلى إنشاء التصميم كنظام دراسي متميز.
تعود مؤسسات تعليم التصميم إلى القرن التاسع عشر. تأسست الأكاديمية الوطنية النرويجية للحرف والصناعات الفنية في عام 1818، وتبعتها المدرسة الحكومية للتصميم في المملكة المتحدة (1837)، وكونستفاك في السويد (1844)، وكلية رود أيلاند للتصميم في الولايات المتحدة (1877). أثرت مدرسة باوهاوس الألمانية للفنون والتصميم، التي تأسست عام 1919، بشكل كبير على تعليم التصميم الحديث.
في عام 1970، لم تكن هناك مدارس تصميم في اليابان وكوريا الجنوبية وسنغافورة. ومع ذلك، اعتبارًا من أوائل العقد الأول من القرن الحادي والعشرين، كان هناك أكثر من 23 مدرسة تصميم داخل دول آسيا الثلاثة.